# Болотные змеи
Болотные змеи, или медные змеи (лат. Prosymna) — род обитающих в Африке змей, выделяемый в монотипное семейство Prosymnidae.

## Описание
Общая длина представителей этого рода колеблется от 12 до 40 см. Наблюдается половой диморфизм — самки крупнее самцов. Особенностью этих змей является достаточно широкая голова с ещё более широким ростральным щитком, напоминающим лопату. Туловище стройное, крепкое, умеренной длины. Окраска коричневая, оливковая или фиолетовая с различными оттенками. Есть виды с пятнами, крапинками или полосками. Голова обычно темнее, чем туловище и хвост.

## Образ жизни
Населяют места возле водоёмов, особенно болот. Активны днём, питаются ящерицами, грызунами, земноводными.

## Размножение
Это яйцекладущие змеи.

## Распространение
Являются эндемиками Африки.

## Классификация
На сентябрь 2018 года в род включают 16 видов:
- Prosymna ambigua Bocage, 1873 — Пятнистая болотная змея
- Prosymna angolensis Boulenger, 1915 — Ангольская болотная змея
- Prosymna bivittata Werner, 1903 — Двухполосая болотная змея
- Prosymna frontalis (Peters, 1867) — Медноцветная болотная змея
- Prosymna greigerti Mocquard, 1906
- Prosymna janii Bianconi, 1862 — Черноголовая болотная змея
- Prosymna lineata (Peters, 1871) — Полосатая болотная змея
- Prosymna meleagris (Reinhardt, 1843)
- Prosymna ornatissima Barbour & Loveridge, 1928
- Prosymna pitmani Battersby, 1951 — Многочешуйчатая болотная змея
- Prosymna ruspolii (Boulenger, 1896)
- Prosymna semifasciata Broadley, 1995
- Prosymna somalica Parker, 1930 — Сомалийская болотная змея
- Prosymna stuhlmanni (Pfeffer, 1893) — Болотная змея, или обыкновенная болотная змея, или медная змея
- Prosymna sundevalli (Smith, 1849)
- Prosymna visseri Fitzsimons, 1959